# Traje espacial Sokol

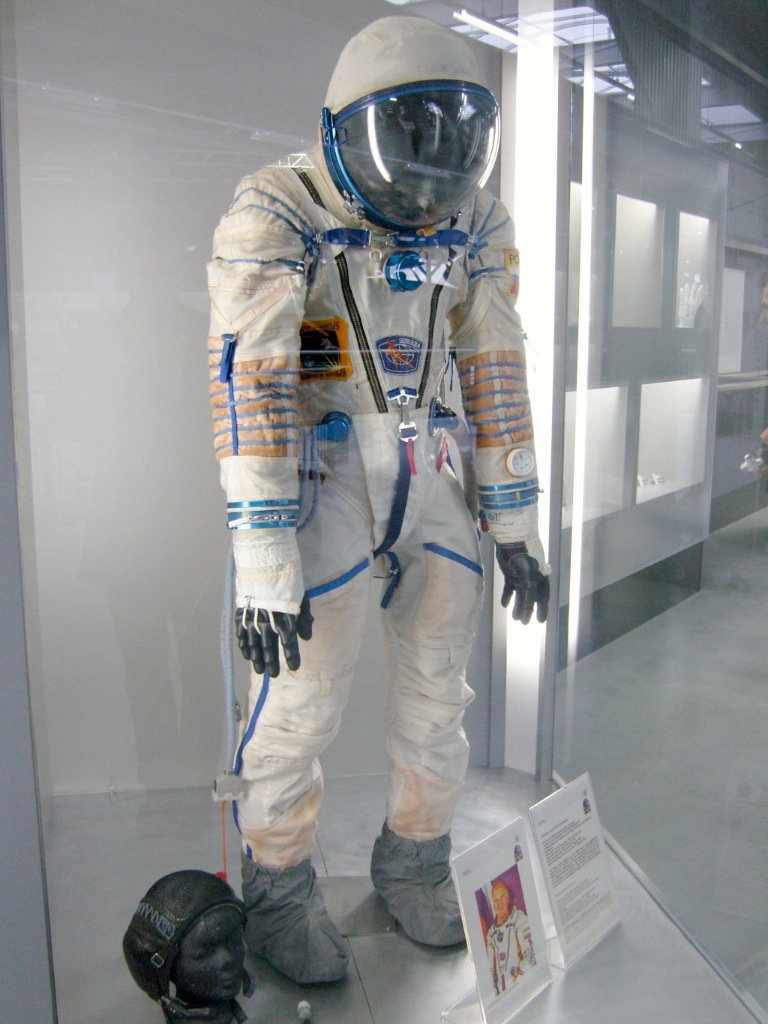
El Sokol-KV2, actualización del traje espacial Sokol.

El Traje Espacial Sokol (en ruso: Cокол, Halcón) es un tipo de traje espacial ruso, usado por todos los tripulantes de la nave espacial Soyuz. Fue introducido en 1973, es descrito por sus creadores como un traje de rescate, y no está previsto para ser utilizado fuera de la nave en una caminata espacial (EVA). Su función concreta es mantener a los tripulantes con vida en caso de despresurización accidental de la nave. En este sentido, es similar al traje ACES usado a bordo del transbordador espacial de la NASA, durante el despegue y el aterrizaje.

## Descripción
La versión actual del traje es el Sokol-KV2, fabricado por NPP Zvezda (НПП Звезда). Se compone de una capa de goma en el interior y una capa exterior de nailon blanco. Las botas están integradas en el traje y los guantes son desmontables y se colocan a través de acoplamientos en la muñeca. El visor se puede abrir mediante bisagras laterales. El traje tiene cuatro bolsillos y correas de ajuste en los brazos, piernas, pecho y abdomen.
Hay un medidor de presión del traje en el brazo izquierdo y un espejo en el derecho para poder ver fuera de su campo de visión. Durante la reentrada, un altímetro situado en la muñeca otorga una comprobación inmediata para regular la presión de la cabina (durante la última fase de aterrizaje la cabina se abre al aire exterior). Los cosmonautas pueden llevar un reloj de pulsera sujetado por un elástico, en vez de las tradicionales correas para ajustarse a los guantes.
Los cables eléctricos están montados en el abdomen derecho, y en el abdomen izquierdo hay mangueras separadas para aire y oxígeno. Normalmente, un ventilador eléctrico ventila el aire de la cabina a través de una manguera. Si la presión de la cabina desciende por debajo de 600 hectopascales (0,59 atmósfera, 8,7 psi) el suministro de aire se sustituye automáticamente con el oxígeno de las botellas a presión de aire y de oxígeno, a través de la válvula de presión azul en el centro del pecho.
Estos trajes utilizan un sistema de vida de circuito abierto que se parece bastante a un equipo de buceo. Esto tiene la ventaja de la simplicidad, la desventaja de una alta tasa de consumo de oxígeno se considera aceptable, dado que solo se diseñó para uso de emergencia.
Los trajes pesan alrededor de 10 kg y son descritos por los cosmonautas como un estorbo considerable cuando se usan en la tierra. A pesar de ello, están destinados a ser usados para un máximo de 30 horas en un ambiente presurizado o dos horas en el vacío. También pueden flotar permitiendo levantar la visera del casco sin riesgo de que se inunde el interior del traje. Sin embargo, los equipos de Soyuz cuentan con trajes de supervivencia con ayudas a la flotación y resistencia de agua fría que se utilizan de preferencia si la Soyuz aterriza accidentalmente en el agua.

## Uso operativo

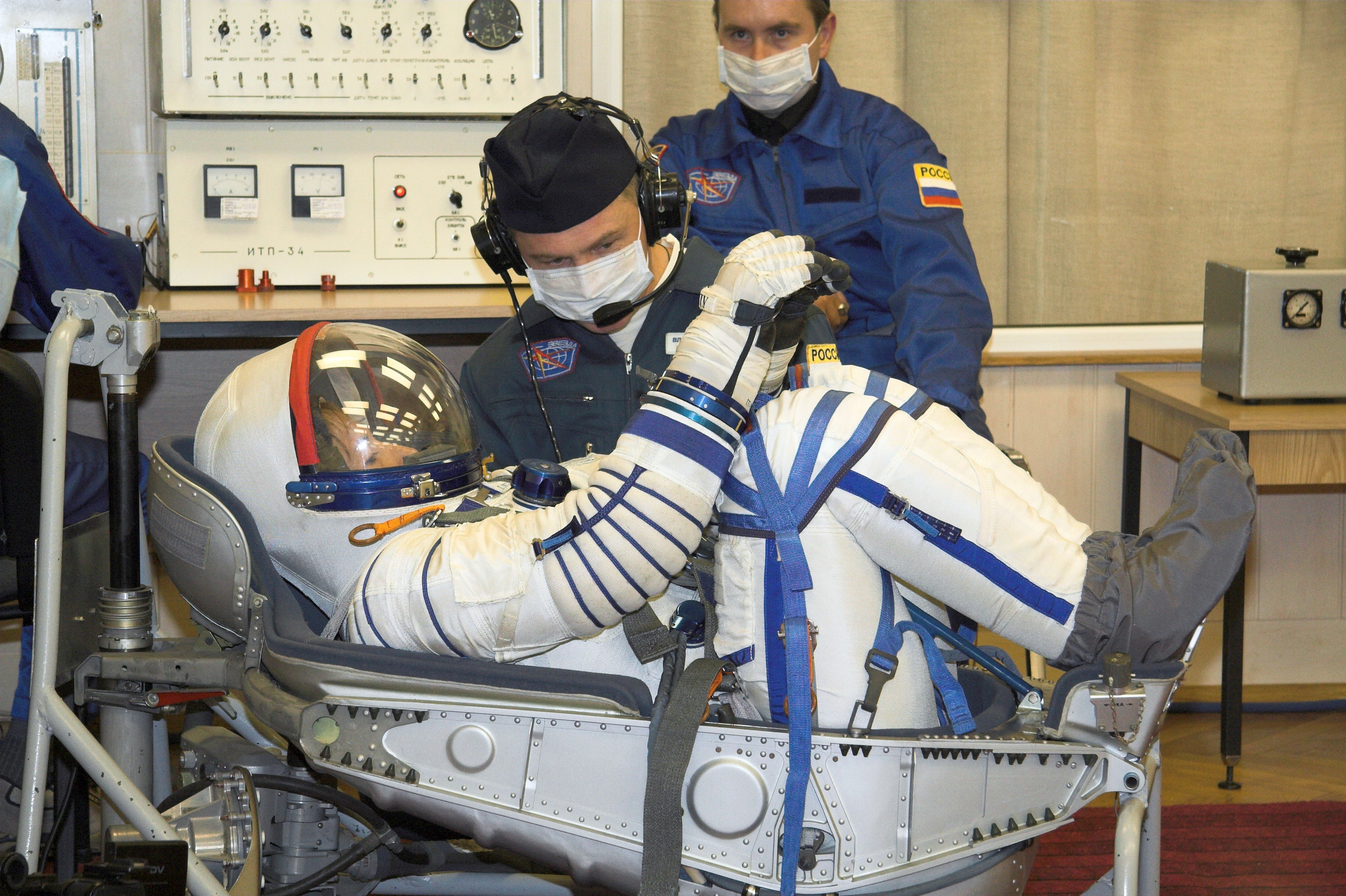
Comprobación de fugas en el traje Sokol de la astronauta de la NASA Peggy A. Whitson

Cada miembro de la tripulación de la Soyuz utiliza un traje hecho a medida para el vuelo, aunque, una vez de regreso se vuelven a utilizar después de una revisión y sustitución de piezas dañadas o caducadas. Es fundamental que el traje de vuelo se ajuste correctamente para lo cual el cosmonauta debe pasar dos horas sentado en el asiento de la nave con el traje inflado para asegurarse de ello. Las correas en los brazos, piernas y pecho permiten que el ajuste sea modificado ligeramente.
Para ponerse el traje, las dos cremalleras del pecho en forma de 'V' se abren. Debajo, hay una gran abertura tubular en la capa de presión interior, conocida como el apéndice. Las piernas van primero, seguido por los brazos en las mangas y la cabeza en el casco. Una vez dentro, se sella herméticamente el apéndice y se asegura con fuertes bandas elásticas. El bulto grande del apéndice queda asegurado bajo la solapa en forma de V en la capa externa del traje. Cuando se usa en tierra, el traje está conectado a una unidad portátil de mano con un sistema de ventilación que suministra aire al cosmonauta y es refrigerado por un intercambiador de calor lleno de hielo. Unas botas de cuero gris son usadas en tierra para proteger los pies de posibles daños y se retiran antes de entrar en la nave para evitar llevar desechos a la cabina.

## Historia
Los primeros trajes de presión fueron utilizados en las misiones espaciales del programa Vostok. Cuando se desarrolló la nave espacial Soyuz en la década de 1960, sus diseñadores ( OKB-1) decidieron no usarlos para poder albergar a tres tripulantes en lugar de dos. Anteriormente se llevaban abultados trajes para los paseos espaciales y que se usaban solo en órbita.
El 30 de junio de 1971, los tres tripulantes de la Soyuz 11 murieron cuando su nave espacial se quedó sin presión durante la reentrada. Una de las recomendaciones de la comisión del gobierno que investigó el suceso fue que los trajes de presión debían ser usados por los tripulantes en el futuro durante las fases críticas de su misión - lanzamiento, acoplamiento y aterrizaje.
NPP Zvezda fue el encargado de proveer de los trajes a la agencia espacial soviética. Se rechazó el uso de los trajes espaciales soviéticos y se decidió desarrollar un nuevo traje a partir de los trajes de presión usados en la aviación. La principal modificación fue la sustitución del casco por uno más apropiado para la actividad espacial. Los demás elementos innecesarios usados en la aviación fueron eliminados para ahorrar peso.
Al mismo tiempo, se desarrolló un sistema de vida en cooperación con la OKB-1. El nuevo traje fue llamado Sokol-K (K es la abreviatura de «espacio», en ruso).

## Variantes

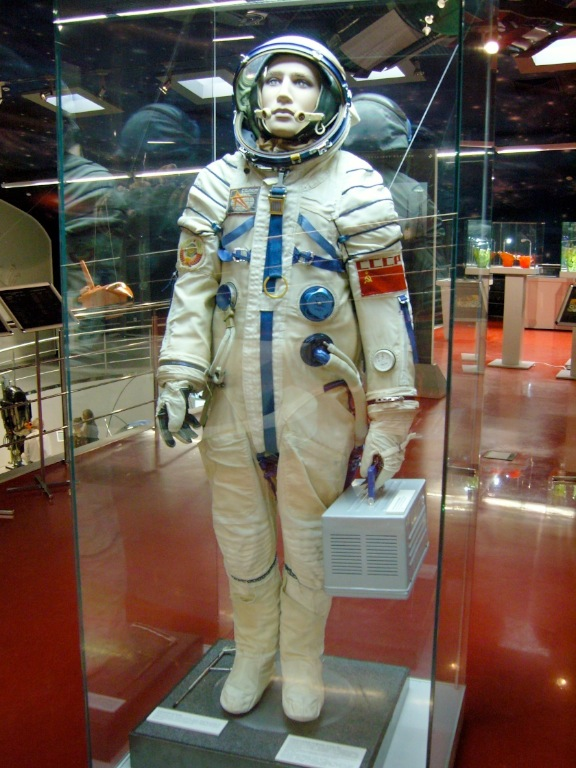
El traje espacial Sokol-K.

### Sokol-K
Sokol-K fue la primera versión del traje de presión. Fue utilizado en la Soyuz 12, lanzada el 27 de septiembre de 1973.

### Sokol-KR
Versión para su uso con la nave espacial TKS que iba a ser utilizada como parte del programa Almaz. Nunca fue usada ya que la TKS jamás voló con tripulación. Su principal diferencia es que fue diseñado para funcionar con un sistema de soporte vital regenerativo.

### Sokol KM-KV
La mejora de los Sokol-K comenzó en 1973, inmediatamente después de su introducción. El Sokol KV-KM fue un modelo intermedio en el que muchas de las características del Sokol-KV2 se han desarrollado a partir de estos. No se utilizaron nunca en el espacio.
La principal característica fue la división del traje en dos mitades, superior e inferior unidos por cremalleras. Sin embargo, esta característica fue descartada en el Sokol-KV2 ya que se pensó que era más fiable el traje entero que los cierres herméticos que los rusos fueron capaces de hacer. Otros cambios incluyen alteraciones en el tejido alrededor de las articulaciones y los guantes para mejorar la movilidad y que fuera más fácil de operar los controles de la nave espacial.
El KM KV también contó con ropa interior con refrigeración líquida para eliminar el calor corporal que aumentaba la comodidad del usuario de forma eficiente. Otros trajes se basaron en el flujo de aire para hacer esto.

### Sokol-KV2
El Sokol-KV2, la versión actual de la Soyuz, fue utilizado por primera vez en la misión Soyuz T-2, lanzada el 5 de junio de 1980.
La principal mejora fue la sustitución de la capa de goma de presión Sokol-K con caprón de goma para ahorrar peso. La visera fue modificada y ampliada para dar al usuario un mejor campo de visión. Cordones en la capa de tela exterior fueron sustituidos por cierres más rápidos de poner y la válvula de alivio de presión se trasladó desde la izquierda del abdomen hacia el centro del pecho, así que cualquiera de las manos podría ser utilizada para modificar el ajuste del traje de presión. La mejora de los brazos, las piernas y los guantes del Sokol KV se mantuvieron, pero la ropa interior refrigerada por líquido en la KM-KV se descartó.

## Uso fuera de Rusia
China compró una serie de trajes espaciales a Rusia para usarlos en su programa espacial. El traje de Yang Liwei en la Shenzhou 5,(el primer vuelo espacial tripulado de China), se asemeja mucho a un traje Sokol KV2, pero se cree que es una versión de fabricación china en lugar de un traje ruso. Las imágenes muestran que los trajes usados por Fei Junlong y Nie Haisheng en la Shenzhou 6 difieren en algunos detalles del traje anterior. También se informó que era más ligero.
Los trajes Sokol han sido comprados para otros usos distintos que los de los vuelos espaciales. Estaba previsto que la tripulación de un globo de gran altitud de la empresa Británica de defensa Qinetic se pondría trajes Sokol comprados a Zvezda. Los trajes Sokol, junto con prendas de vestir con gran aislamiento, los habría protegido de la presión y las bajas temperaturas de la estratosfera ya que el globo ascendió a una altura de unos 40 km durante el vuelo de doce horas.
Bulgaria desarrolló su propia versión del traje espacial en la década de 1970.